# Our Lovely Pig Slaughter
Our Lovely Pig Slaughter ist eine Tragikomödie und das Spielfilmdebüt von Adam Martinec. In dem Film versammelt sich eine Familie zum alljährlichen traditionellen Schweineschlachten, der „zabijačka“, bei dem es zu Spannungen kommt. Der Film ist eine tschechisch-slowakische Koproduktion und feierte Ende Juli 2024 beim Internationalen Filmfestival Karlovy Vary seine Premiere. Im August 2024 kam der Film in die tschechischen Kinos.

## Handlung
Einmal im Jahr kommt Karel Martinecs ganze Familie zusammen, wenn bei den Großeltern auf dem Land geschlachtet wird. Das Schwein, dessen Zeit heute gekommen ist, wurde von Karels Vater Deda aufgezogen und bringt stolze 120 Kilo auf die Waage. Als sein Urenkel es streichelt und ihm einen Apfel zu Fressen geben will, erklärt er ihm, er dürfe das Schwein vor dem Schlachten nicht füttern, damit sein Darm sauber bleibt. Tonda kommt zu ihnen, um das Tier zu töten.
Karels Töchter Lucie und Romana bereiten unterdessen in der Küche mit ihrer Großmutter Zwiebeln vor und tratschen über ihre Ehemänner, die draußen herumstehen, selbstgebrauten Schnaps trinken und sich beraten, wie man seine Ehefrau am besten unter Kontrolle halten kann. Bis zum Einbruch der Nacht sind alle mit dem Zwiebelhacken und dem Zerkleinern, Auslassen, Kochen und Pökeln des Schweins beschäftigt. Dabei geht jedoch vieles schief.

## Produktion
Regie führte Adam Martinec, der auch das Drehbuch schrieb. Es handelt sich um sein Spielfilmdebüt. Er stammt selbst vom Land, wuchs im Norden Mährens auf und kennt die im Film gezeigten Familientreffen und Schlachtfeste bereits aus Kindertagen.

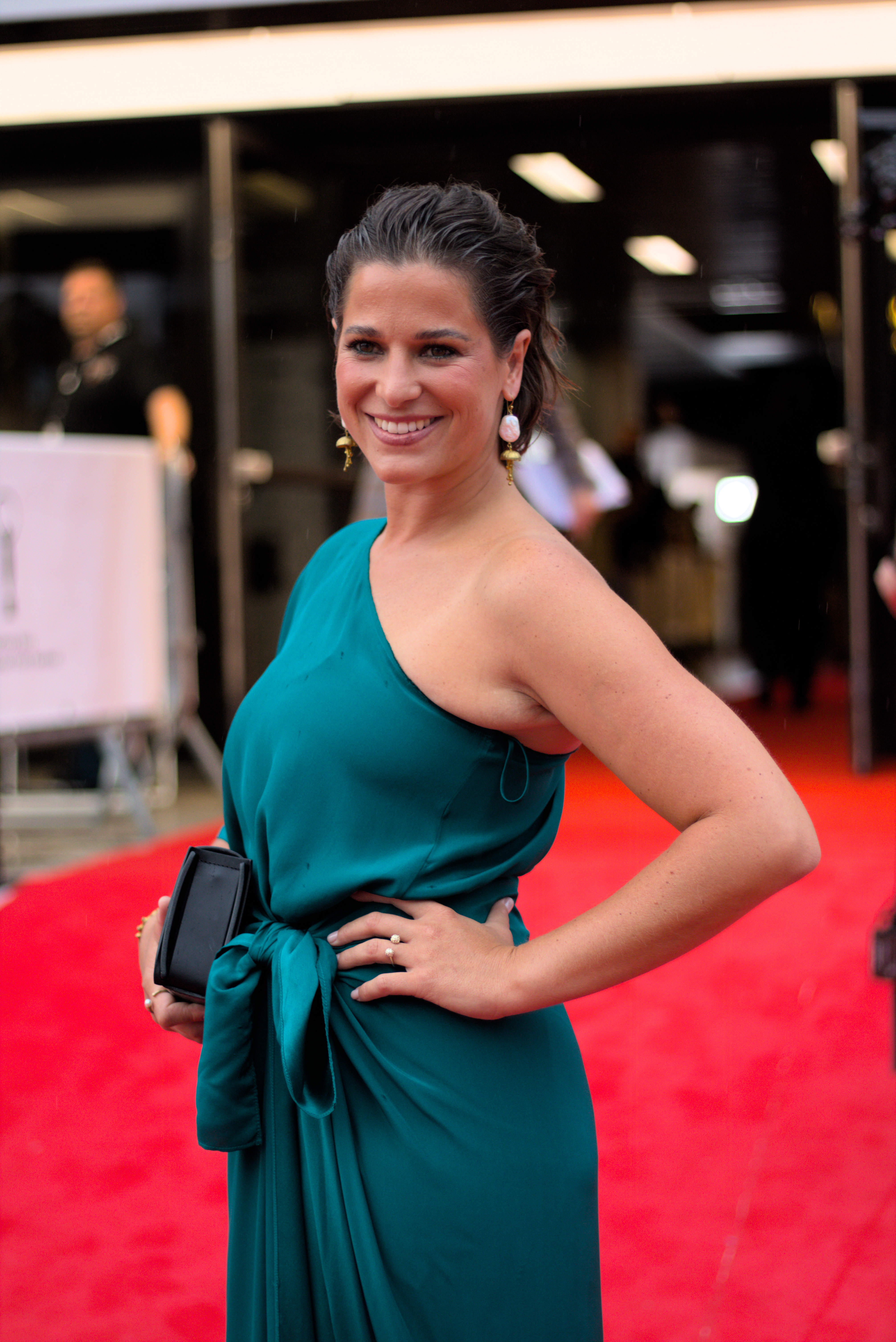
Pavlína Balner, die Lucie spielt, bei der Premiere des Films

Martinec arbeitete für den Film mit Laiendarstellern zusammen, darunter sein Vater Karel und einige von dessen Nachbarn. Der Vater spielt den mürrischen, frisch verwitweten Karel Martinec. Pavlína Balner und Karin Bilíková spielen dessen erwachsene Töchter Lucie und Romana. Kristina Kaniová ist in der Rolle ihrer Großmutter zu sehen und Miloslav Čížek in der Rolle ihres Großvaters Deda. Antonín Budínský spielt Tonda, der das Schwein vor der Schlachtung tötet. Der Theater- und Filmschauspieler Aleš Bílík spielt Lucies Ehemann Aleš.
Die Dreharbeiten fanden in Krnov im tschechischen Teil Schlesiens nahe der Grenze zu Polen statt, wo der Regisseur geboren wurde. Die im Film gezeigte Schlachtung fand nicht wirklich statt, sondern wurde mithilfe von Fleischstücken aus dem Schlachthof nachgestellt. Als Kameramann fungierte David Hofmann.
Die Filmmusik komponierte der Slowake Jonatán Pastirčák. Der Film verwendet zudem ein hussitisches Chorwerk aus dem 15. Jahrhundert.
Die Premiere des Films fand am 30. Juli 2024 beim Internationalen Filmfestival Karlovy Vary statt. Am 8. August 2024 kam der Film in die tschechischen Kinos. Im November 2024 wurde er beim Filmfestival Cottbus gezeigt. Im Januar 2025 wurde er beim Trieste Film Festival gezeigt. Ende Januar 2025 erfolgten Vorstellungen beim Filmfestival Max Ophüls Preis. Im Februar 2025 wurde er beim Santa Barbara Film Festival gezeigt.

## Auszeichnungen
Český lev 2025
- Nominierung als Bester Film (Matěj Paclík)
- Nominierung für die Beste Regie (Adam Martinec)
- Nominierung für das Beste Drehbuch (Adam Martinec)
- Nominierung für den Besten Schnitt (Matěj Sláma)
- Nominierung für die Beste Kamera (David Hofmann)
- Nominierung für den Besten Ton (Miki Kocáb und Peter Hilčanský)
- Nominierung für die Beste Musik (Jonatan Pjoni Pastirčák)
- Nominierung als Bester Hauptdarsteller (Karel Martinec)
- Nominierung als Beste Nebendarstellerin (Karin Bílíková)
- Nominierung als Bester Nebendarsteller (Antonín Budínský)[9]

Internationales Filmfestival Karlovy Vary 2024
- Nominierung als Bester Film für den Kristallglobus (Adam Martinec)
- Lobende Erwähnung (Adam Martinec)

Neiße Filmfestival 2025
- Auszeichnung für das Beste Szenenbild (Aneta Grňáková)[10]

Trieste Film Festival 2025
- Nominierung im Spielfilmwettbewerb[6]